# Hook Me Up (canción de The Veronicas)
«Hook Me Up» es el primer sencillo para promocionar Hook Me Up el segundo álbum de estudio del dúo australiano The Veronicas. Se lanzó durante agosto de 2007..

## Lista de canciones
iTunes single
1. «Hook Me Up» — 2:57

CD single/iTunes EP
1. «Hook Me Up» — 2:57
2. «Everything» (Jessica Origliasso, Lisa Origliasso, Robert J. Guariglia, Paul De Vincenzo, Jungle George, Vik Foxx) — 3:22
3. «Insomnia» (Toby Gad, Jessica Origliasso, Lisa Origliasso) — 3:28

## Posiciones en las listas
| Año  | Listas                        | Posición |
| ---- | ----------------------------- | -------- |
| 2007 | Australia ARIA Top 50 Singles | 1        |

- Datos: Q848828